# Manabu Fujita
Manabu Fujita (藤田学?, Fujita Manabu; 22 marzo 1933) è un ex cestista giapponese.

## Carriera
Con il Giappone ha partecipato alle Olimpiadi del 1956, disputando 3 partite.